# 新华街道 (辽阳市)
新华街道，是中华人民共和国辽宁省辽阳市白塔区下辖的一个乡镇级行政单位。2020年4月，将新华街道、南门街道合并为南门街道。

## 行政区划
新华街道下辖以下地区：
新华社区、人兴社区、文教社区、千佛寺社区、果品社区、科药社区、南常社区、南照社区、南兴社区、辽建社区、墙体社区、南光社区、电键社区、望京社区、曙光村和西三里村。